# Finale au saut hommes des championnats du monde de gymnastique artistique

## Médaillés
| Édition | Lieu                                      | Or                                        | Argent                                     | Bronze                                    |
| ------- | ----------------------------------------- | ----------------------------------------- | ------------------------------------------ | ----------------------------------------- |
| 1934    | Budapest                                  | Eugene Mack (SUI)                         | Edy Steinemann (SUI)                       | Romeo Neri (ITA)                          |
| 1938    | Prague                                    | Eugene Mack (SUI)                         | Walter Beck (SUI)                          | Hans Naegelin (SUI)                       |
| 1942    | N'a pas eu lieu (Seconde Guerre mondiale) | N'a pas eu lieu (Seconde Guerre mondiale) | N'a pas eu lieu (Seconde Guerre mondiale)  | N'a pas eu lieu (Seconde Guerre mondiale) |
| 1950    | Bâle                                      | Ernst Gebendinger (SUI)                   | Olavi Rove (FIN)                           | Walther Lehmann (SUI)                     |
| 1954    | Rome                                      | Leo Sotornik (TCH)                        | Helmuth Bantz (FRG)                        | Serguei Diaiani (URS)                     |
| 1958    | Moscou                                    | Yuri Titov (URS)                          | Masao Takemoto (JPN)                       | Takashi Ono (JPN)                         |
| 1962    | Prague                                    | Přemysl Krbec (TCH)                       | Haruhiro Yamashita (JPN)                   | Yukio Endo (JPN) Boris Shakhlin (URS)     |
| 1966    | Dortmund                                  | Haruhio Matsuda (JPN)                     | Takeshi Katō (JPN)                         | Akinori Nakayama (JPN)                    |
| 1970    | Ljubljana                                 | Mitsuo Tsukahara (JPN)                    | Viktor Klimenko (URS)                      | Takeshi Katō (JPN)                        |
| 1974    | Varna                                     | Shigeru Kasamatsu (JPN)                   | Nicolai Andrianov (URS)                    | Hiroshi Kajiyama (JPN)                    |
| 1978    | Strasbourg                                | Junichi Shimizu (JPN)                     | Nicolai Andrianov (URS)                    | Ralph Baerthel (GDR)                      |
| 1979    | Fort Worth                                | Alexander Dityatin (URS)                  | Nicolai Andrianov (URS)                    | Ralph Baerthel (GDR) Bart Conner (USA)    |
| 1981    | Moscou                                    | Ralf-Peter Hemmann (GDR)                  | Arthur Akopian (URS)                       | Bogdan Makuts (URS)                       |
| 1983    | Budapest                                  | Arthur Akopian (URS)                      | Li Ning (CHN)                              | Bernd Jensch (GDR)                        |
| 1985    | Montréal                                  | Yuri Korolev (URS)                        | Lou Yun (CHN) Laurent Barbieri (FRA)       | -                                         |
| 1987    | Rotterdam                                 | Lou Yun (CHN) Sylvio Kroll (GDR)          | -                                          | Dan Kolev (BUL)                           |
| 1989    | Stuttgart                                 | Joerg Behrend (GDR)                       | Sylvio Kroll (GDR)                         | Vladimir Artemov (URS)                    |
| 1991    | Indianapolis                              | Yoo Ok-ryul (KOR)                         | Vitali Scherbo (URS)                       | Yutaka Aihara (JPN)                       |
| 1992    | Paris                                     | Yoo Ok-ryul (KOR)                         | Igor Korobchinski (CEI)                    | Curtis Hibbert (CAN) Victor Colon (PUR)   |
| 1993    | Birmingham                                | Vitali Scherbo (BLR)                      | Feng Chih Chang (TPE)                      | Yoo Ok-ryul (KOR)                         |
| 1994    | Brisbane                                  | Vitali Scherbo (BLR)                      | Li Xiaoshuang (CHN)                        | Yeo Hong-chul (KOR)                       |
| 1995    | Sabae                                     | Alexei Nemov (RUS) Grigory Misutin (UKR)  | -                                          | Vitali Scherbo (BLR)                      |
| 1996    | San Juan                                  | Alexei Nemov (RUS)                        | Andrea Massucchi (ITA) Yeo Hong-chul (KOR) | -                                         |
| 1997    | Lausanne                                  | Sergei Fedorchenko (KAZ)                  | Nikolai Kryukov (RUS)                      | Adrian Ianculescu (ROU)                   |
| 1999    | Tianjin                                   | Li Xiaopeng (CHN)                         | Evgeni Sapronenko (LAT)                    | Dieter Rehm (SUI)                         |
| 2001    | Gand                                      | Marian Drăgulescu (ROU)                   | Evgeni Sapronenko (LAT)                    | Charles Leon Tamayo (CUB)                 |
| 2002    | Debrecen                                  | Li Xiaopeng (CHN)                         | Leszek Blanik (POL)                        | Yang Wei (CHN)                            |
| 2003    | Anaheim                                   | Li Xiaopeng (CHN)                         | Marian Drăgulescu (ROU)                    | Kyle Shewfelt (CAN)                       |
| 2005    | Melbourne                                 | Marian Dragulescu (ROU)                   | Leszek Blanik (POL)                        | Alin Sandu Jivan (ROU)                    |
| 2006    | Aarhus                                    | Marian Dragulescu (ROU)                   | Dimitri Kaspiarovich (BLR)                 | Fabian Hambüchen (GER)                    |
| 2007    | Stuttgart                                 | Leszek Blanik (POL)                       | Ilie Daniel Popescu (ROU)                  | Ri Se Gwang (PRK)                         |
| 2009    | Londres                                   | Marian Drăgulescu (ROU)                   | Flavius Koczi (ROU)                        | Anton Golotsutskov (RUS)                  |
| 2010    | Rotterdam                                 | Thomas Bouhail (FRA)                      | Anton Golotsutskov (RUS)                   | Dzmitry Kaspiarovich (BLR)                |
| 2011    | Tokyo                                     | Yang Hak-seon (KOR)                       | Anton Golotsutskov (RUS)                   | Makoto Okiguchi (JPN)                     |
| 2013    | Anvers                                    | Yang Hak-seon (KOR)                       | Steven Legendre (USA)                      | Kristian Thomas (GBR)                     |
| 2014    | Nanning                                   | Ri Se-gwang (PRK)                         | Ihor Radivilov (UKR)                       | Jacob Dalton (USA)                        |
| 2015    | Glasgow                                   | Ri Se-gwang (PRK)                         | Marian Drăgulescu (ROU)                    | Donnell Whittenburg (USA)                 |
| 2017    | Montréal                                  | Kenzō Shirai (JPN)                        | Ihor Radivilov (UKR)                       | Kim Han-sol (KOR)                         |
| 2018    | Doha                                      | Ri Se-gwang (PRK)                         | Artur Dalaloyan (RUS)                      | Kenzō Shirai (JPN)                        |
| 2019    | Stuttgart                                 | Nikita Nagornyy (RUS)                     | Artur Dalaloyan (RUS)                      | Ihor Radivilov (UKR)                      |
| 2021    | Kitakyūshū                                | Carlos Yulo (PHI)                         | Hidenobu Yonekura (JPN)                    | Andrey Medvedev (ISR)                     |
| 2022    | Kitakyūshū                                | Artur Davtyan (ARM)                       | Carlos Yulo (PHI)                          | Ihor Radivilov (UKR)                      |
| 2023    | Anvers                                    | Jake Jarman (GBR)                         | Khoi Young (USA)                           | Nazar Chepurnyi (UKR)                     |

## Tableau des médailles
Mis à jour après les championnats du monde de 2023.
| Rang  | Nation          | Or | Argent | Bronze | Total |
| ----- | --------------- | -- | ------ | ------ | ----- |
| 1     | Russie          | 7  | 12     | 5      | 24    |
| 2     | Japon           | 5  | 4      | 8      | 17    |
| 3     | Roumanie        | 4  | 4      | 2      | 10    |
| 4     | Chine           | 4  | 3      | 1      | 8     |
| 5     | Corée du Sud    | 4  | 1      | 3      | 8     |
| 6     | Allemagne       | 3  | 2      | 4      | 9     |
| 7     | Suisse          | 3  | 2      | 3      | 8     |
| 8     | Corée du Nord   | 3  | -      | 1      | 4     |
| 9     | Biélorussie     | 2  | 1      | 2      | 5     |
| 10    | Tchécoslovaquie | 2  | -      | -      | 2     |
| 11    | Ukraine         | 1  | 2      | 3      | 6     |
| 12    | Pologne         | 1  | 2      | -      | 3     |
| 13    | France          | 1  | 1      | -      | 2     |
| 13    | Philippines     | 1  | 1      | -      | 2     |
| 15    | Grande-Bretagne | 1  | -      | 1      | 2     |
| 16    | Kazakhstan      | 1  | -      | -      | 1     |
| 16    | Arménie         | 1  | -      | -      | 1     |
| 18    | États-Unis      | -  | 2      | 3      | 5     |
| 19    | Lettonie        | -  | 2      | -      | 2     |
| 20    | Italie          | -  | 1      | 1      | 2     |
| 21    | Finlande        | -  | 1      | -      | 1     |
| 21    | Chinese Taipei  | -  | 1      | -      | 1     |
| 23    | Canada          | -  | -      | 2      | 2     |
| 24    | Bulgarie        | -  | -      | 1      | 1     |
| 24    | Cuba            | -  | -      | 1      | 1     |
| 24    | Porto Rico      | -  | -      | 1      | 1     |
| 24    | Israël          | -  | -      | 1      | 1     |
| TOTAL | TOTAL           | 44 | 42     | 43     | 129   |